# Wolfgang Effenberger

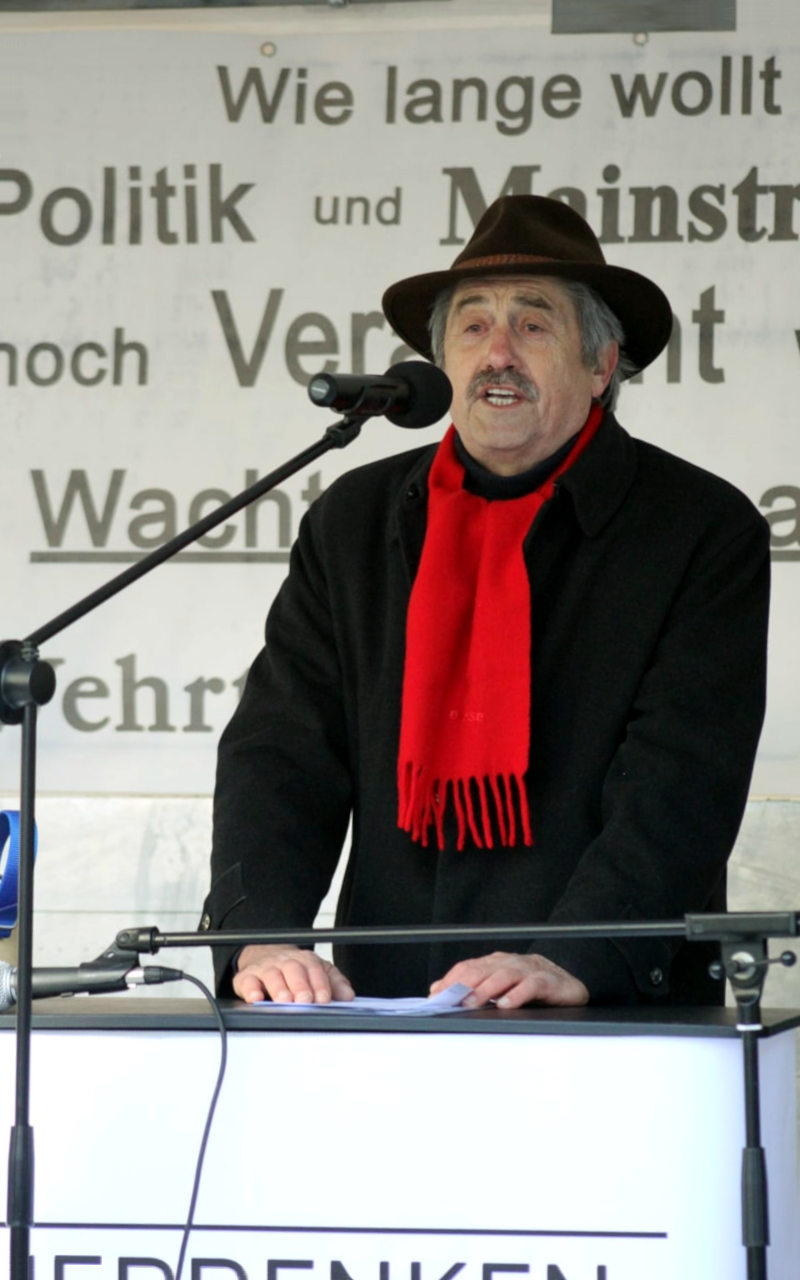
Wolfgang Effenberger, 2021

Wolfgang Effenberger (* 1946 in Lohne) ist ein deutscher Autor, der unter anderem Verschwörungstheorien verbreitet.

## Werdegang
Effenberger verpflichtete sich im Alter von 18 Jahren für zwölf Jahre als Soldat auf Zeit bei der Bundeswehr und schied 1976 als Offizier der Pioniertruppe aus. Anschließend studierte er Politikwissenschaft, Bauwesen und Mathematik für Höheres Lehramt. Er lebt bei München.

## Positionen
Im Oktober 2016 trat Effenberger in Augsburg bei einem Kongress auf, den der Kopp Verlag zum Thema Geopolitik veranstaltete. Effenberger behauptete in seinem Referat, hinter der Gründung von NATO und EU stünden die USA. Diese strebten die Weltherrschaft an, während sich Saudi-Arabien die Islamisierung Europas zum Ziel gesetzt habe. Es sei kein Zufall, dass von ihnen seit Beginn der Flüchtlingskrise in Europa 2015/2016 kein Versuch einer Friedensstiftung mit Staatschef Baschar al-Assad im syrischen Bürgerkrieg unternommen worden sei. Bei der Preisverleihung des „Bautzener Friedenspreises“ 2019 an Willy Wimmer hielt Effenberger die Laudatio. Die Tageszeitung untertitelte 2020 einen Artikel dazu mit den Worten „Mit dem ‚Friedenspreis‘ werden in Bautzen Stars der Verschwörungsszene ausgezeichnet“. Auch der t-online-Redakteur Jonas Mueller-Töwe bewertete ihn 2022 als Verschwörungsideologen.

## Publikationen
- Pax americana. Die Geschichte einer Weltmacht von Wilhelm dem Eroberer bis heute. Herbig Verlag, München 2004, ISBN 3-7766-2360-8
- Pfeiler der US-Macht. Seefahrermentalität und Puritanismus. Lynx, Gauting 2005, ISBN 3-936169-09-8
- Deutsche und Juden vor 1939. Stationen und Zeugnisse einer schwierigen Beziehung. Zeitgeist Print & Online, Ingelheim am Rhein 2013, ISBN 978-3-943007-14-5
- mit Willy Wimmer: Wiederkehr der Hasardeure. Schattenstrategen, Kriegstreiber, stille Profiteure 1914 und heute. Zeitgeist Print & Online, Höhr-Grenzhausen 2014, 2. Auflage, ISBN 978-3-943007-07-7
- Geo-Imperialismus. Kopp Verlag, Rottenburg 2016, ISBN 978-3-86445-323-6
- mit Jim MacGregor: Sie wollten den Krieg. Kopp Verlag, Rottenburg 2016, ISBN 978-3-86445-330-4
- Europas Verhängnis 14/18. Die Herren des Geldes greifen zur Weltmacht. Zeitgeist Print & Online, Höhr-Grenzhausen Mai 2018, ISBN 978-3-943007-19-0
- Europas Verhängnis 14/18. Kritische angloamerikanische Stimmen zur Geschichte des Ersten Weltkrieges. Zeitgeist Print & Online, Höhr-Grenzhausen November 2018, ISBN 978-3-943007-20-6
- Mit Willy Wimmer: Wiederkehr der Hasardeure. Schattenstrategen, Kriegstreiber, stille Profiteure 1914 und heute. Zeitgeist Print & Online, Vachendorf 2020, ISBN 978-3-943007-15-2
- Schwarzbuch EU & NATO. Warum die Welt keinen Frieden findet. Zeitgeist Print & Online (Verlag), Höhr-Grenzhausen 2020, ISBN 978-3-943007-31-2
- Mit Reuven Moskovitz: Deutsche und Juden vor 1939. Stationen und Zeugnisse einer schwierigen Beziehung. Zeitgeist Print & Online, Vachendorf 2021, ISBN 978-3-943007-30-5
- Die unterschätzte Macht. Von Geo- bis Biopolitik – Plutokraten transformieren die Welt. Zeitgeist Print & Online, Höhr-Grenzhausen 2022, ISBN 978-3-943007-41-1